# 마틴 셀리그먼

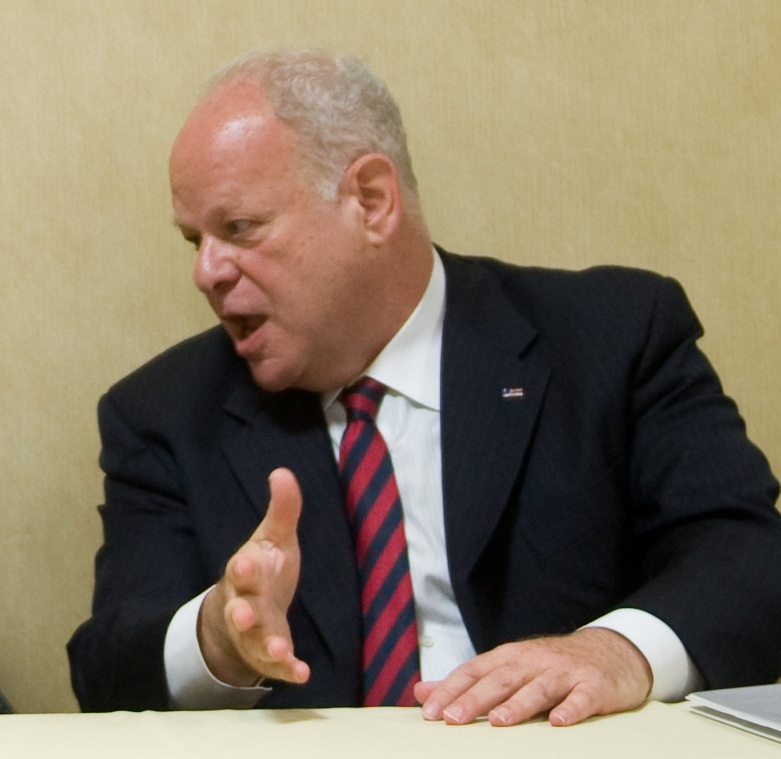
마틴 셀리그먼

마틴 엘리아스 피터 셀리그먼(영어: Martin Elias Peter Seligman, 1942년 8월 12일 ~ )은 미국의 심리학자, 교육인, 자조론 서적 저자이다. 셀리그먼은 긍정심리학 이론과 웰빙의 과학 커뮤니티의 강력한 옹호자이다. 그의 학습된 무기력 이론은 과학, 임상심리학자들 간 대중화된 이론이다. 2002년 출간된 리뷰 오브 제너럴 사이콜로지(Review of General Psychology)의 조사에 따르면 셀리그먼은 20세기에 31번째로 많이 인용된 심리학자로 순위를 올렸다.
셀리그먼은 펜실베이니아 대학교 심리학과의 심리학 교수이다.

## 생애
셀리그먼은 뉴욕주 올버니에서 유대교 가정에서 태어났다. 공립 학교와 알바니 아카데미에서 교육을 받았다. 1964년, 프린스턴 대학교에서 심리학 학사 학위를 받았다. 옥스퍼드 대학교에서 분석심리학을 연구하는 것으로 방향을 틀었고, 펜실베이니아 대학교에서 동물실험심리학을 공부하고 심리학 공부를 위해 펜실베이니아 대학교 입학 제안을 수락했다. 1967년 펜실베이니아 대학교에서 심리학 박사 학위를 받았다. 1989년 6월 2일, 셀리그먼은 스웨덴 웁살라 대학교의 사회과학부로부터 명예 학위를 받았다.

## 행복
2002년 책 《진정한 행복》에서 셀리그먼은 행복이 긍정적인 감정, 관계 성립, 의미로 구성된다고 보았다.

## 주요 저서
- Helplessness: On Depression, Development, and Death (1975)
- 《낙관성 훈련》(Learned Optimism: How to Change Your Mind and Your Life, 1991)
- What You Can Change and What You Can't: The Complete Guide to Successful Self-Improvement (1993)
- 《낙관적인 아이》(The Optimistic Child: Proven Program to Safeguard Children from Depression & Build Lifelong Resilience, 1996)
- 《진정한 행복》(Authentic Happiness: Using the New Positive Psychology to Realize Your Potential for Lasting Fulfillment, 2002)
- Can Happiness be Taught? (2004)
- 《성격강점과 덕목의 분류》(Character Strengths and Virtues, 2004)
- 《플로리쉬》(Flourish: A Visionary New Understanding of Happiness and Well-being, 2011)